# Đức Mẹ La Vang
Đức Mẹ La Vang là tên gọi mà giáo dân Công giáo Việt Nam đề cập đến sự kiện Đức Mẹ Maria hiện ra trong một thời kỳ mà đạo Công giáo bị bắt bớ tại Việt Nam. La Vang ngày nay là một thánh địa và là nơi hành hương quan trọng của người Công giáo Việt Nam, nằm ở huyện Hải Lăng, tỉnh Quảng Trị, thuộc Tổng Giáo phận Huế. Các tín hữu tin rằng, Đức Mẹ Maria hiển linh ở khu vực này vào năm 1798. Một nhà thờ đã được xây dựng gần ba cây đa, nơi họ tin là Đức Mẹ đã hiện ra và được Tòa Thánh tôn phong là Tiểu vương cung thánh đường La Vang từ năm 1961.
Cho đến nay, Giáo hội Công giáo vẫn giữ tình trạng không tuyên bố về sự kiện Đức Mẹ La Vang -  nghĩa là họ không chính thức bác bỏ hoặc công nhận sự kiện này. Các sinh hoạt tôn giáo và hành hương tại địa linh đó vẫn được Giáo hội chấp nhận. Đây là một trong ba trung tâm hành hương Công giáo được nhà nước Việt Nam công nhận.

## Tên gọi "La Vang"
Theo một thuyết, dưới thời vua Cảnh Thịnh nhà Tây Sơn có chính sách chống đạo Công giáo. Cho nên để tránh sự trừng phạt của nhà Tây Sơn, nhiều giáo dân ở vùng Quảng Trị đã chạy lên vùng đất này. Đây là khu vực đồi núi hẻo lánh nên để liên lạc với nhau được thì họ phải "la" lớn, mà "la" lớn thì "vang". Cái tên La Vang ra đời.
Một giả thuyết tương tự về tiếng "la vang" đã từ đặc tính của âm thanh chuyển thành danh từ riêng, nói rằng nơi chốn rừng rú này xưa kia có nhiều cọp beo hại người. Do đó, những người đi rừng nếu ở lại đêm thì thường chia nhau thức canh, thấy động thì "la vang" lên để mọi người đến tiếp cứu.
Một cách giải thích khác là khi giáo dân chạy lên vùng đất này thì bị dịch bệnh, lúc bấy giờ Đức Mẹ đã hiện ra và chỉ dẫn cho họ đi tìm một loại lá gọi là lá vằng – uống vào sẽ chữa khỏi bệnh. Viết "lá vằng" không dấu thành La Vang.
Một thuyết khác cho là địa danh "phường Lá Vắng" đã có từ trước đó, thuộc làng Cổ Vưu, nằm về phía Tây cách đồn Dinh Cát, về sau là tỉnh lỵ Quảng Trị, 4 cây số và cách Phú Xuân, tức Kinh Đô Huế, 58 km về phía Bắc.

## Đức Mẹ hiển linh

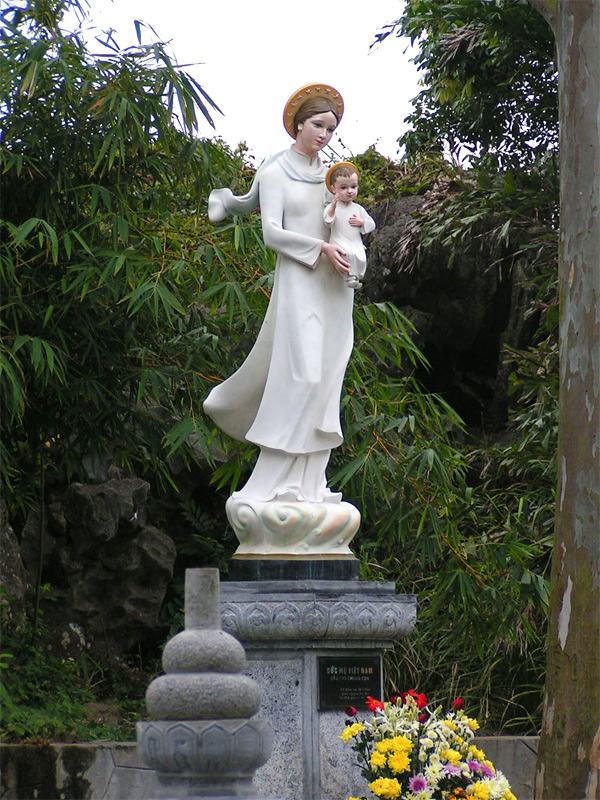
Tượng Đức Mẹ La Vang tại nhà thờ Phát Diệm

Theo Tư liệu Tòa Tổng Giám mục Huế - 1998, dưới triều đại vua Cảnh Thịnh (lên ngôi năm 1792), với chiếu chỉ cấm đạo ngày 17 tháng 8 năm 1798, một số các tín hữu ở gần đồi Dinh Cát (nay là thị xã Quảng Trị) phải tìm nơi trốn ẩn. Họ đã đến lánh nạn tại núi rừng La Vang. Nơi rừng thiêng nước độc, hoàn cảnh ngặt nghèo, thiếu ăn, bệnh tật, sợ hãi quan quân, sợ thú dữ, các tín hữu chỉ biết một lòng tin cậy phó thác vào Thiên Chúa và Đức Mẹ. Họ thường tụ tập nhau dưới gốc cây đa cổ thụ, cùng nhau cầu nguyện, an ủi và giúp đỡ nhau.
Một hôm đang khi cùng nhau lần chuỗi Mân Côi kính Đức Mẹ, bỗng họ nhìn thấy một người phụ nữ xinh đẹp, mặc áo choàng rộng, tay bồng Chúa Hài Đồng Giêsu, có hai thiên thần cầm đèn chầu hai bên. Họ nhận ra ngay là Mẹ Maria. Mẹ bày tỏ lòng nhân từ, âu yếm, và an ủi giáo dân vui lòng chịu khó. Mẹ dạy hái một loại lá cây có sẵn chung quanh đó, đem nấu nước uống sẽ lành các chứng bệnh. Mẹ lại ban lời hứa: Mẹ đã nhận lời các con kêu xin. Từ nay về sau, hễ ai chạy đến cầu khẩn Mẹ tại chốn này, Mẹ sẽ nhận lời ban ơn theo ý nguyện.
Sự kiện xảy ra trên thảm cỏ gần gốc cây đa cổ thụ nơi giáo dân đang cầu nguyện. Sau đó, Mẹ còn hiện ra nhiều lần như vậy để nâng đỡ và an ủi con cái Mẹ trong cơn hoạn nạn.
Từ đó đến nay sự kiện Đức Mẹ hiện ra tại núi rừng La Vang, qua các thế hệ được loan truyền khắp nơi, và nhiều người chân thành tin tưởng, đến cầu khấn Đức Mẹ. Đức Mẹ La Vang thường được biểu tượng bằng một phụ nữ mặc áo dài Việt Nam bế con cũng mặc trang phục truyền thống Việt Nam.

## Nhà thờ La Vang

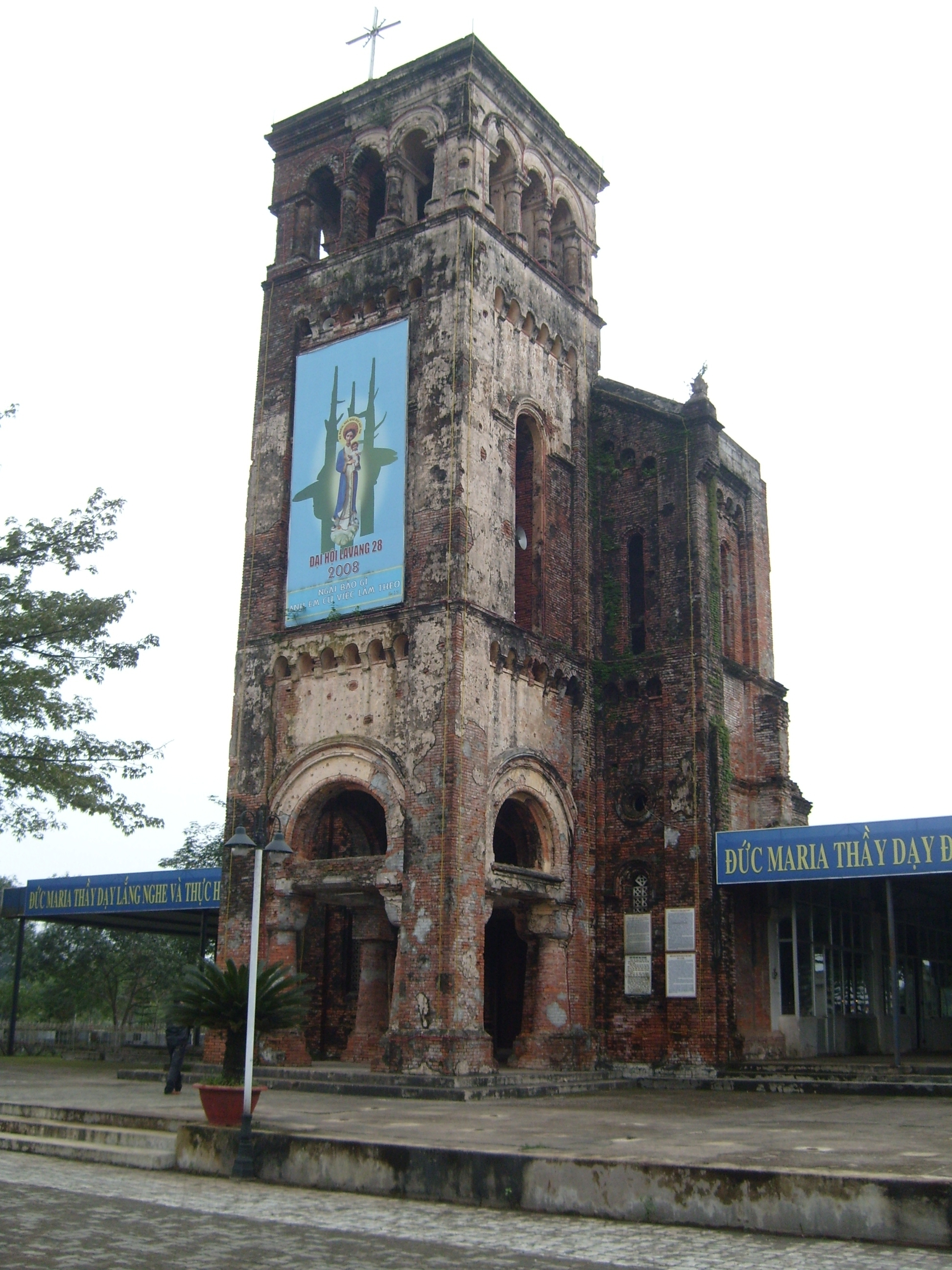
Chỉ còn lại di tích tháp chuông từ Thánh đường La Vang cũ

Lịch sử Đức Mẹ hiện ra và lập nhà thờ không rõ ràng vì đã quá lâu và không được biên chép từ thời đó, hầu hết chỉ có lời truyền khẩu và nhiều giả thuyết khác nhau. Có giả thuyết là nhà thờ La Vang vốn được xây trên nền của một mái chùa Phật giáo hoặc là một miếu thờ Bà (có thể là Phật Bà Quan Âm hoặc bà chúa Liễu Hạnh) cho người đi rừng , nguyên là một mái nhà tranh dưới gốc cây đa và rào sơ bốn mặt, sau biến cố Mẹ Maria hiện ra năm 1798 được nhường cho giáo dân để xây một nơi tôn kính Mẹ Maria. Nhưng cũng có ý kiến khác cho rằng La Vang trước đó chỉ là một vùng hoang vắng, vùng rừng núi hẻo lánh.
Theo Giám mục Hồ Ngọc Cẩn kể lại lời truyền khẩu là năm 1885 nhà thờ bị đốt, và một nhóm giáo dân La Vang dựng lại nhà thờ Đức Mẹ trên nền cũ. Linh mục quản hạt Quảng Trị Patinier Kinh trong báo cáo năm 1894 có viết: "Năm 1885 ngôi nhà thờ ở đây cũng như những nhà thờ khác trong hạt, không thoát khỏi thảm họa... Khi hòa bình vừa vãn hồi, con đã cấp tốc dựng lại ngôi nhà thờ nhỏ bé, tạm bợ để chờ nguồn kinh phí cũng như để chờ cho tình hình bớt nhiễu nhương". Năm 1886 (có bản ghi là năm 1894), Giám mục Caspar (Lộc) cho xây lại nơi đây đền thờ bằng ngói, vì xây trên một vùng núi vận chuyển vật liệu khó khăn nên 15 năm mới hoàn thành. Năm 1901, đại hội La Vang đầu tiên được tổ chức vào ngày 8 tháng 8 để mừng khánh thành nhà thờ.
Năm 1924, nhận thấy ngôi nhà thờ ngói quá chật hẹp, lại đã xuống cấp cho nên một đền thánh La Vang theo đồ án của kiến trúc sư Carpentier được dựng lên thay thế và được khánh thành vào ngày 20 tháng 8 năm 1928, nhân dịp Đại hội La Vang 9. Thánh đường này được trùng tu năm 1959. Trong phiên họp ngày 13 tháng 4 năm 1961, Hội đồng Giám mục Việt Nam (Miền Nam) đã đồng thanh quyết định La Vang là Trung tâm Thánh Mẫu Toàn quốc. Trong chiến cuộc Mùa Hè 1972, bom đạn đã làm sập đổ hoàn toàn Vương cung thánh đường, chỉ còn lại di tích tháp chuông loang lổ. Từ năm 1995, tháp chuông và những công trình liên hệ như Nhà nguyện Đức Mẹ (một mái nhà tôn sau tháp cổ), Nhà nguyện Thánh Thể (xây từ năm 2002), Công trường Mân Côi, Lễ đài, Nhà hành hương (xây từ năm 2004), 3 cây đa (nơi Đức Mẹ hiện ra)... được tu sửa hay dựng mới.
Năm 2008, Thánh địa được chính quyền tỉnh Quảng Trị cấp thêm 21 ha đất để phục vụ hoạt động tín ngưỡng của giáo dân. Theo linh mục Giacôbê Lê Sĩ Hiền (quản nhiệm Trung tâm Thánh mẫu La Vang), đây là đất xưa từng thuộc về nhà thờ (trước 1975 là 23 ha) nay được giao trả lại.
Ngày 15 tháng 8 năm 2012 đã diễn ra lễ đặt viên đá đầu tiên xây dựng Vương cung Thánh đường mới. Ngôi thánh đường đang trong quá trình xây dựng, được thiết kế theo phong cách kiến trúc Á Đông truyền thống Việt Nam, có sức chứa 5.000 người.

## Lễ hội hành hương

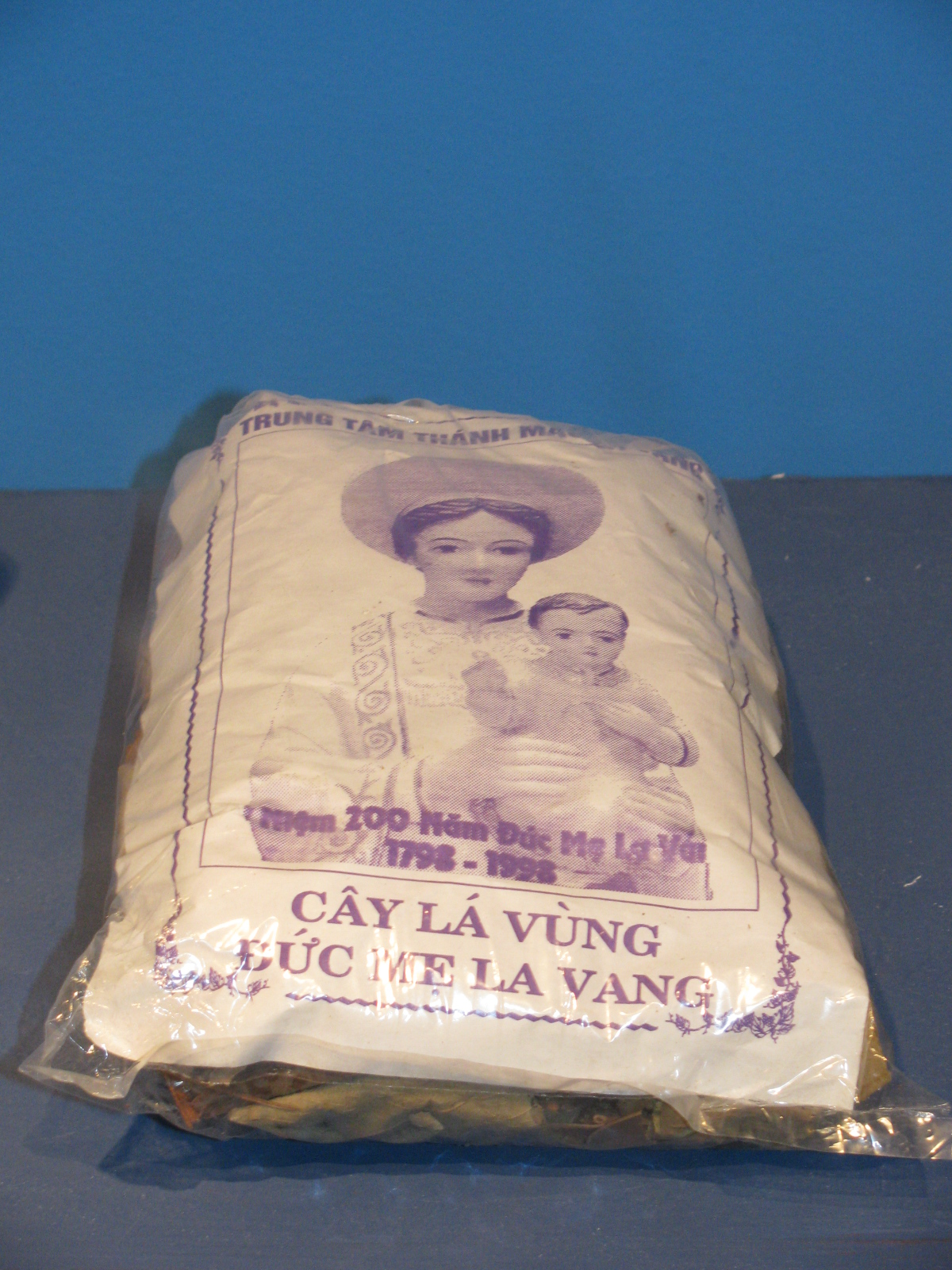
Lá cây Vùng được bày bán ở thánh địa La Vang

Đây là một lễ hội lớn và khá độc đáo ở Quảng Trị, không chỉ của riêng Công giáo địa phương mà còn có nhiều tín đồ Công giáo các nơi tới tham dự.
Theo truyền khẩu, bắt đầu từ 1864, đã có 30 giáo dân Cổ Vưu tổ chức hành hương La Vang và những cuộc hành hương như thế diễn ra hằng năm với số giáo dân tham dự càng lúc càng đông biến cuộc hành hương La Vang cấp giáo xứ (Cổ Vưu) thành giáo hạt (Dinh Cát).
Từ khi nhà thờ ngói được dựng, hàng năm vào ngày 15 tháng 8 tại La Vang thường tổ chức lễ hội hành hương, gọi là "Kiệu" (cứ 3 năm lại có một "Kiệu" lớn, gọi là "Đại hội La Vang"). Vào những năm chẵn, tổ chức "kiệu" to hơn tổ chức "kiệu" năm lẻ và cứ ba năm một lần gọi là "kiệu đại hội" và kiệu 100 năm lớn hơn kiệu 50 năm, 40 năm.
Người hành hương về nơi này có thể mua được lá cây vằng, một loại lá thường dùng sắc thuốc hoặc uống mát, lành và có khả năng kháng khuẩn, rất tốt cho phụ nữ sau khi sinh nở. Không những thế, khách thập phương đến đây là để hành hương và cầu xin những ơn lành mà người Công giáo tin rằng Đức Bà sẽ ban ơn như ý.
Sau một thời gian gián đoạn, từ năm 1990, chính quyền địa phương đã cho phép hành lễ tại đây trở lại. La Vang đã trở thành thánh địa hành hương quan trọng nhất của người Công giáo Việt Nam, hàng năm có hơn nửa triệu người về hành hương, như năm 2008 . Đại hội La Vang 30 sẽ vào năm 2014 (cứ sau 2 năm hành hương có 1 Đại hội).
Bên cạnh đó, người Công giáo Việt Nam tại Hoa Kỳ vẫn tổ chức các Đại hội Thánh Mẫu để tôn kính Đức Mẹ La Vang.

## Kinh cầu Đức Mẹ La Vang
Sau đây là kinh cầu Đức Mẹ La Vang được phổ biến từ Năm Toàn Xá Đức Mẹ La Vang (1998-1999) tại La Vang ngày 8 tháng 12 năm 1997, do Tổng Giám mục Têphanô Nguyễn Như Thể, Giám quản tông tòa Huế:
Lạy Mẹ Maria, Thánh Mẫu La Vang đầy muôn ơn phước, ngời chói hào quang, muôn vàn Thần Thánh không ai sánh bằng. Đức Chúa Trời đã đoái thương chọn Mẹ, tinh tuyền thánh thiện, sinh Đấng Cứu Độ muôn loài. Mẹ đã chọn La Vang mà hiện đến, cứu giúp phù hộ tổ tiên chúng con lương giáo, giữa thời kỳ ly loạn cấm cách, khốn khổ trăm bề. Từ ấy, gót chân Mẹ bước đến, vẫn mãi đầy ơn thiêng, ơn phần hồn, ơn phần xác người bệnh tật, kẻ ưu phiền, nào ai cầu khẩn mà Mẹ không nhận lời. Lạy Mẹ Maria, Thánh Mẫu La Vang. Mẹ là Thánh Mẫu Chúa Trời, cũng là Thánh Mẫu loài người chúng con. Cúi xin Mẹ ban phước hải hà, đoái thương con cái thiết tha van nài. Xin cho chúng con tấm lòng từ bi nhân hậu, đại lượng bao dung, cùng nhau bồi đắp nền văn minh tình thương và sự sống. Xin Mẹ phù hộ chúng con, luôn sống đức hạnh, đầy lòng cậy trông. Và sau cuộc đời nầy, xin cho chúng con được về sống bên Mẹ, hưởng vinh phúc trong Chúa Ba Ngôi muôn đời. Amen. .

## Nhà thờ và Cộng đoàn Đức Mẹ La Vang

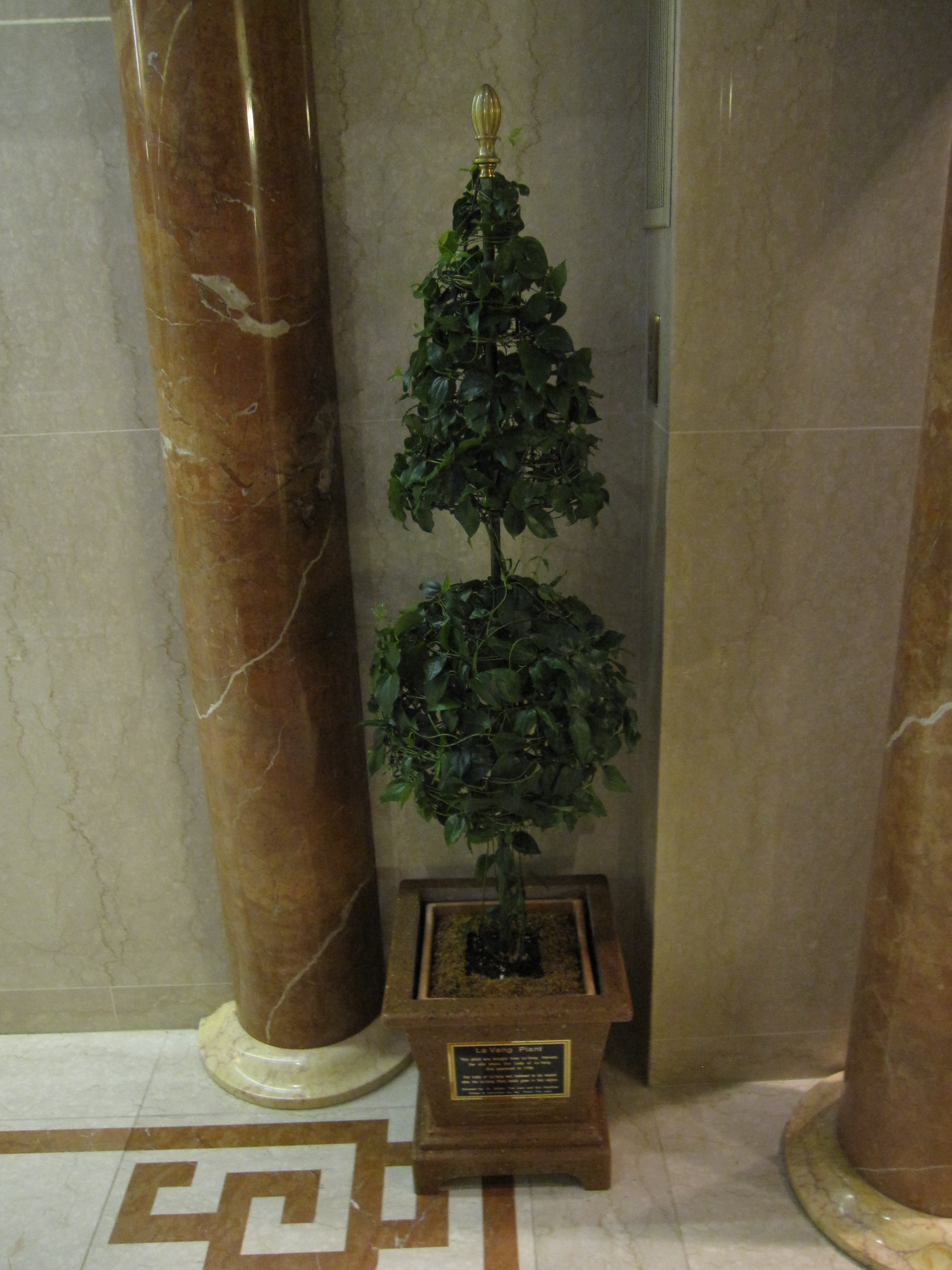
Cây này được mang từ La Vang, nay đặt tại Washington DC

### Canada
- Our Lady of La Vang Church - Ottawa, Ontario

### Philippines
- National Shrine of Our Lady of La Vang, Puerto Princesa City, Palawan
- Our Lady of La Vang Parish - Quezon City, Metro Manila
- Our Lady of La Vang Church - Taguig City, Metro Manila

### Hoa Kỳ
- Shrine of Our Lady of La Vang - Houston, Texas (Thánh Đường)
- Our Lady of La Vang Church - Birmingham, Alabama.
- Our Lady of La Vang Church - Santa Ana, California
- Our Lady of La Vang Church - Cincinnati, Ohio
- Our Lady of La Vang Church - Portland, Oregon
- Our Lady of La Vang Church - New Orleans, Louisiana.
- Our Lady of Vietnam Catholic Church - Silver Spring, Maryland.
- Shrine of Our Lady of La Vang - Las Vegas, Nevada (Trung tâm Công giáo Việt Nam tại Las Vegas)
- Shrine of Our Lady of La Vang - Emmitsburg, Maryland at the National Shrine Grotto of Lourdes
- Our Lady Of La Vang Shrine - Christ Cathedral, Garden Grove California. 13280 Chapman Avenue, Garden Grove, CA 92840. Site Blessing and First Stone Ceremony at Christ Cathedral on ngày 21 tháng 10 năm 2017 from 4:00PM to 6:00PM. All are Welcome.https://www.facebook.com/OurLadyOfLaVangShrine
- Chapel of Our Lady of La Vang inside the Basilica of the National Shrine of the Immaculate Conception in Washington DC.

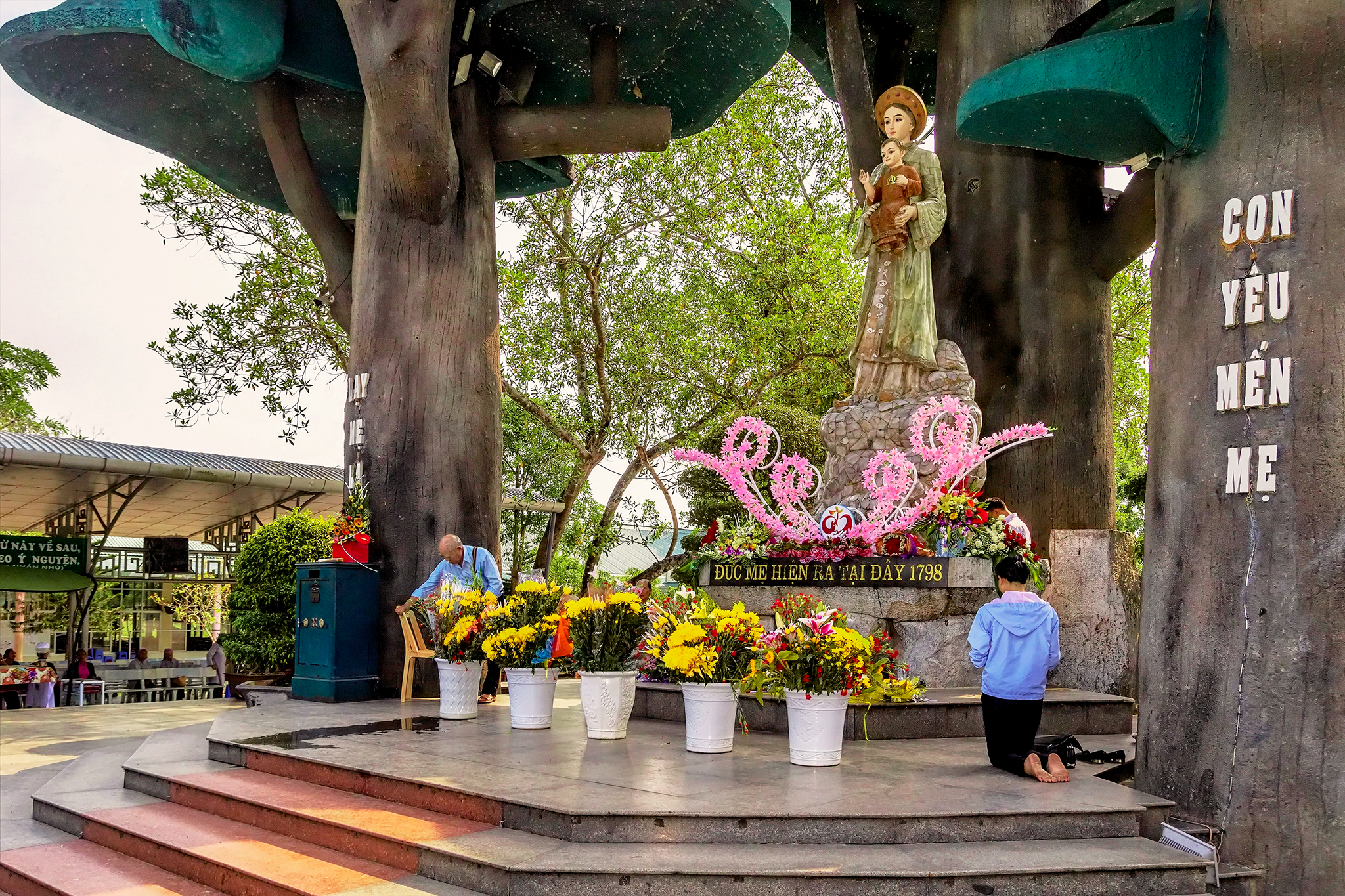
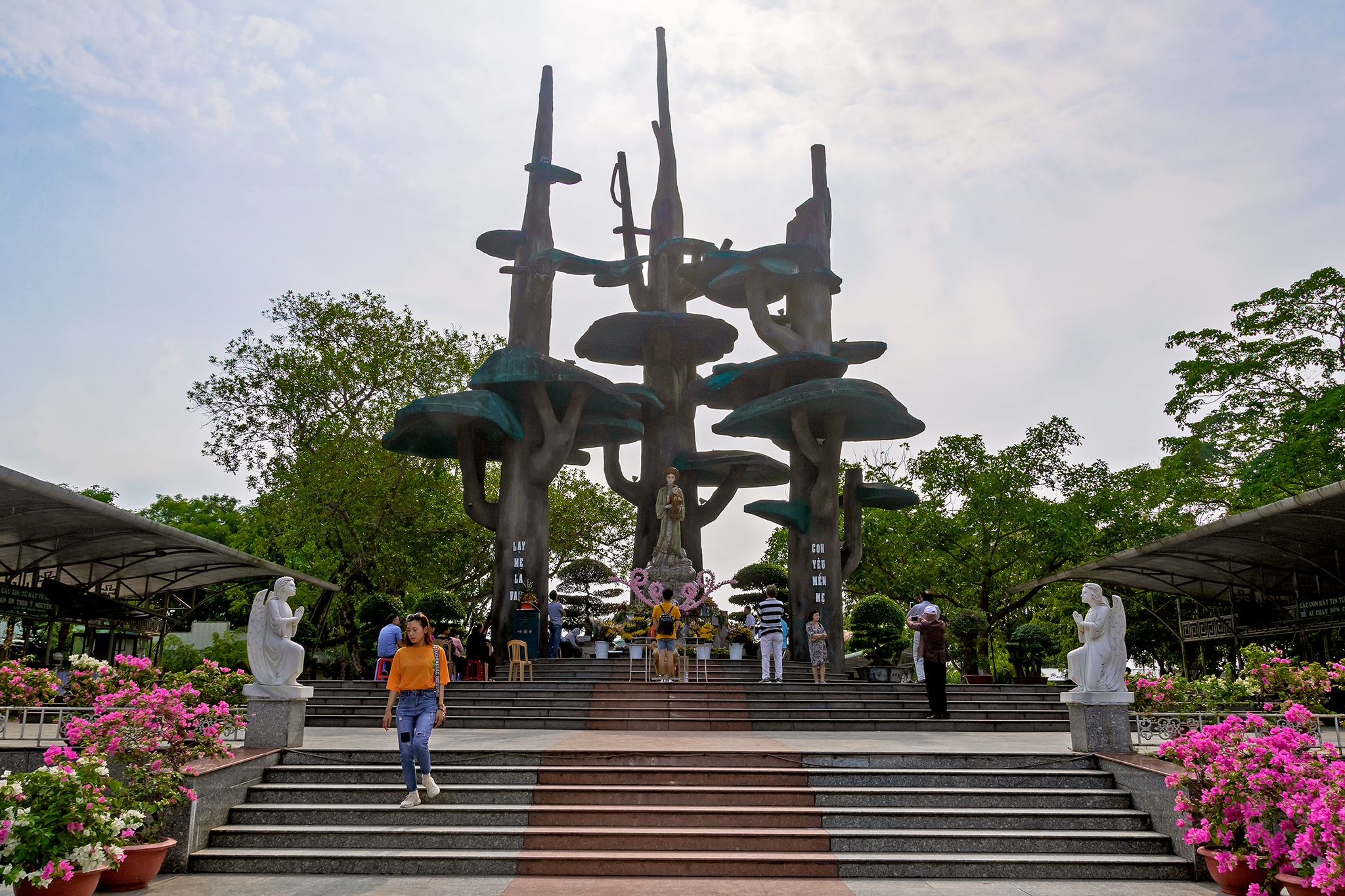
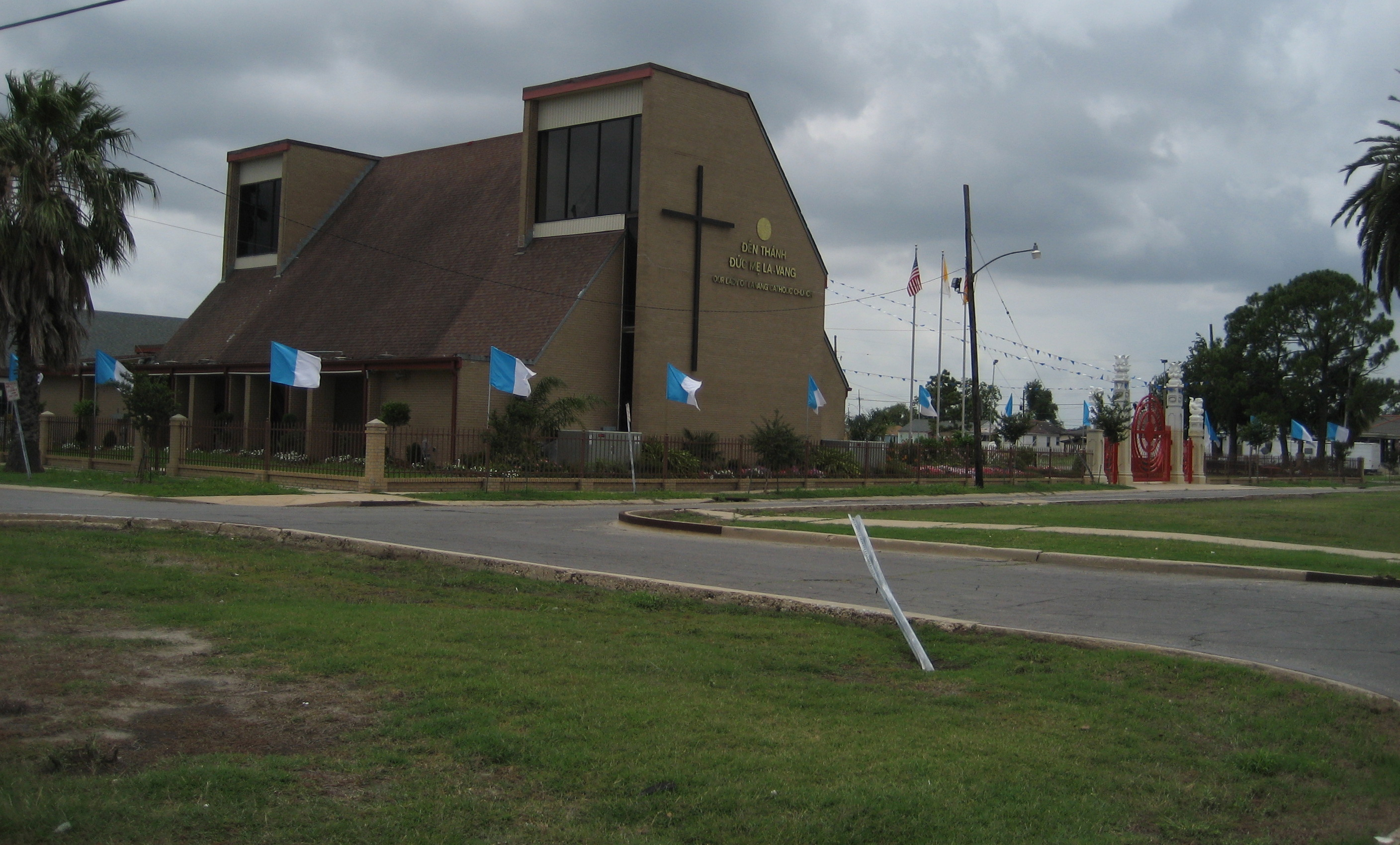
Nhà thờ Công giáo Việt Nam "Đức Mẹ La Vang" tại New Orleans
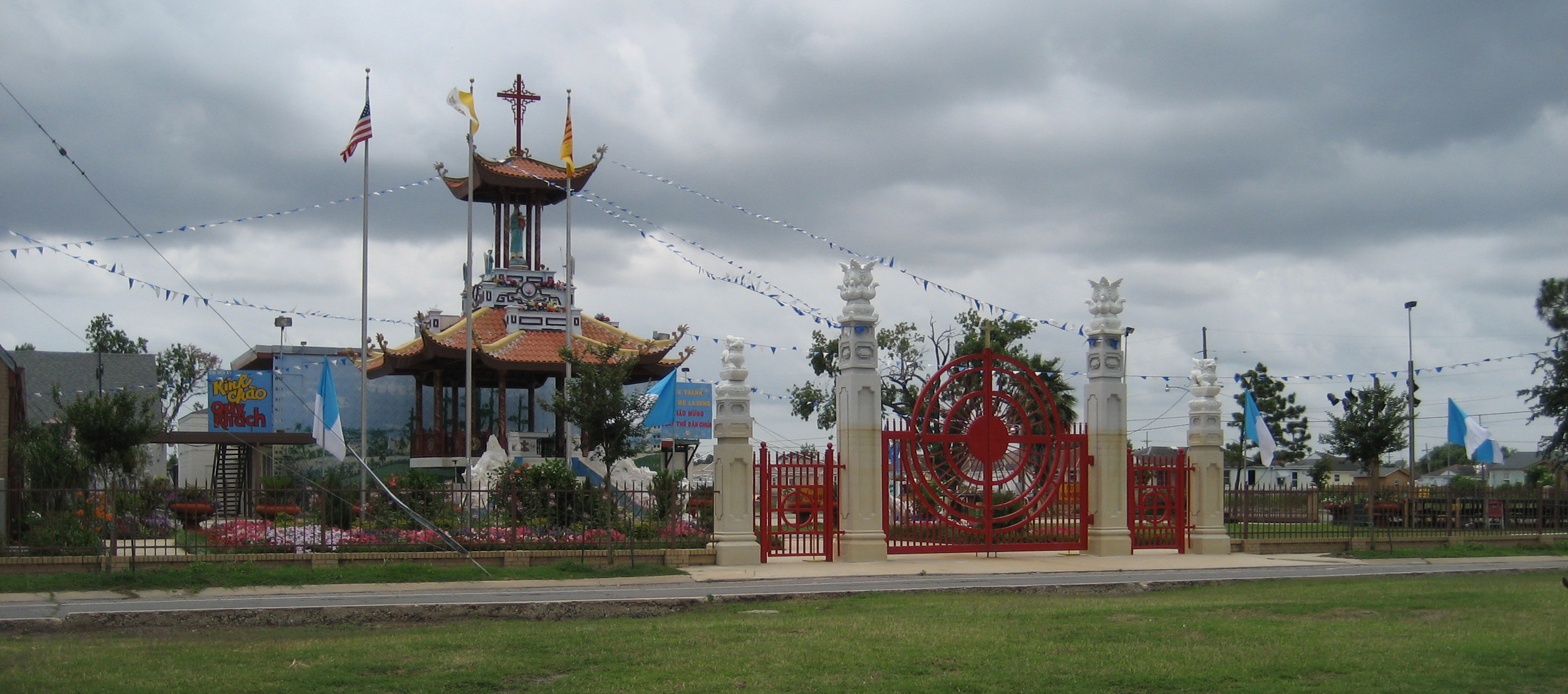
Nhà thờ Công giáo Việt Nam "Đức Mẹ La Vang" tại New Orleans
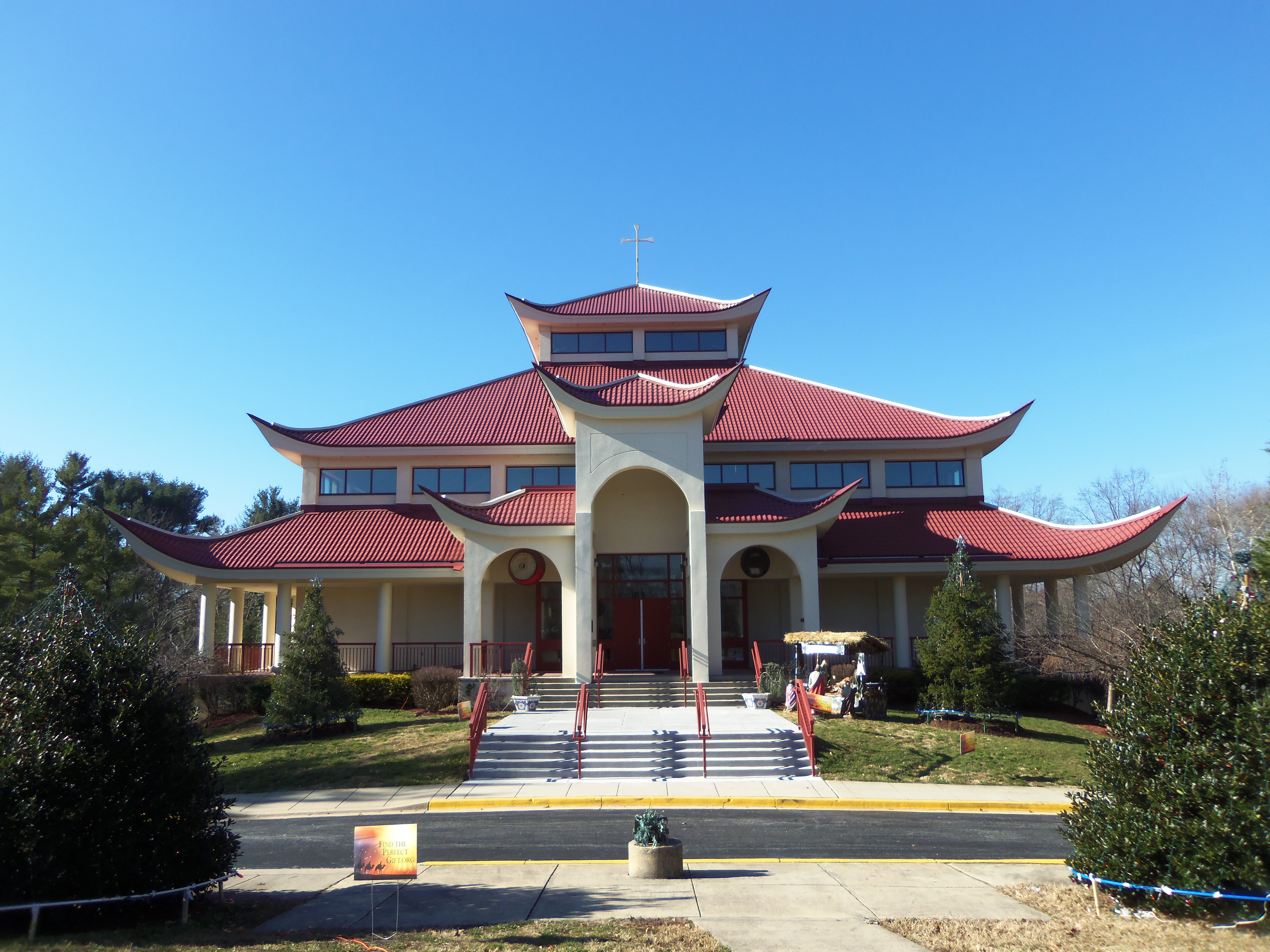
Nhà thờ Công giáo Việt Nam "Đức Mẹ La Vang" tại Silver Spring, Maryland.